# João Menezes
João Magalhães Hueb de Menezes (Uberaba, 17 de dezembro de 1996) é um ex-tenista profissional brasileiro. Seu melhor ranking de simples é a 176ª colocação da Associação de Tenistas Profissionais (ATP), alcançada em 10 de fevereiro de 2020. Já nas duplas, seu melhor ranking é a 488° colocação da ATP, alcançada em 3 de fevereiro de 2020.

## Carreira

### Início, trajetória como juvenil e transição para o profissional
Natural de Uberaba, Minas Gerais, João Menezes começa a jogar tênis por influência da família. Entra no circuito da ITF relativamente tarde, aos 16 anos, e alcança a 26ª. posição mundial entre os juvenis. Em 2014, em parceria com Rafael Matos, é vice-campeão da chave juvenil de duplas do US Open de tênis, vencida por australiano Omar Jasika e pelo japonês Naoki Nakagawa por 2 sets a 0, com parciais de 6/3 e 7/6 (8/6)..
Ainda em 2014, joga as chaves juvenis de Roland Garros e Wimbledon e fica com o vice-campeonato do Banana Bowl. É finalista do Future de Plantation (USA F8).
Em 2015, representa o Brasil no Pan de Toronto, alcançando as oitavas-de-final. É finalista do Future de Pereira (Colombia F1) e vencedor do Future de Santa Maria (Brasil F7). Em 22 de novembro, sofre séria contusão nas quartas-de-final do Future de São Paulo e passa por três cirurgias no joelho esquerdo, afastando-se do circuito por quase um ano.
Em 2016, passa a treinar em Barcelona, na academia do ex-top 40 Galo Blanco. Vence o Future de Quito (Ecuador F2) em outubro. No ano seguinte, vence o Future de Oviedo (Spain F28). Ocupa até então a faixa dos 500-700 do ranking da ATP.
Em abril de 2018, consegue excelentes resultados em três Futures 25+H seguidos disputados em quadra dura em Abuja, Nigéria. Vence 14 de 15 partidas e conquista dois títulos e um vice-campeonato. Sobe praticamente 200 posições no ranking e atinge a 313a. posição. Com a ascensão no ranking, no segundo semestre dedica-se ao circuito Challenger, com poucos resultados expressivos.
No final de 2018, decide voltar ao Brasil, unindo-se à equipe Itajaiense ADK Tennis/Itamirim Clube de Campo. Termina o ano como 398° do mundo.

### 2019: Ouro no Pan de Lima e ascensão ao Top 200
Inicia o ano com série de oitavas-de-finais seguidas em Challengers. No Challenger de Samarkand, Uzbequistão, passa das oitavas pela primeira vez e em 19 de maio de 2019 conquista, perdendo apenas um set na campanha, o primeiro título de Challenger da carreira, superando na final [7/6 (7-2) e 7/6 (9-7)] o principal favorito da competição, o francês Corentin Moutet, então número 123° do mundo. Ascende 69 posições no ranking da ATP e chega ao 286° lugar.
Na sequência, soma importantes pontos no Challenger de Little Rock e no Challenger de Columbus e atinge o 267° lugar.
Em 22 de julho, faz semi no Challenger de Gatineau, no Canadá, e alcança a 238° colocação no ranking da ATP, tornando-se o número 3 entre os tenistas do país. Na semana seguinte, é finalista do Challenger de Binghamton e sobe para a 212° posição no ranking. Com a campanha em Binghamton, garante vaga no qualifying do US Open e torna-se o tenista n°2 do Brasil.
Em seguida, brilha no Pan-Americano de Lima: vence o chileno Nicolas Jarry (55° do mundo e principal favorito) nas quartas-de-final e garante vaga nas Olimpíadas de Tóquio ao chegar à final da competição. Conquista o ouro ao vencer o chileno Marcelo Tomas Barrios por 7/5, 3/6 e 6/4, tornando-se o sexto brasileiro a vencer a competição de simples masculina nos Jogos Pan-Americanos.

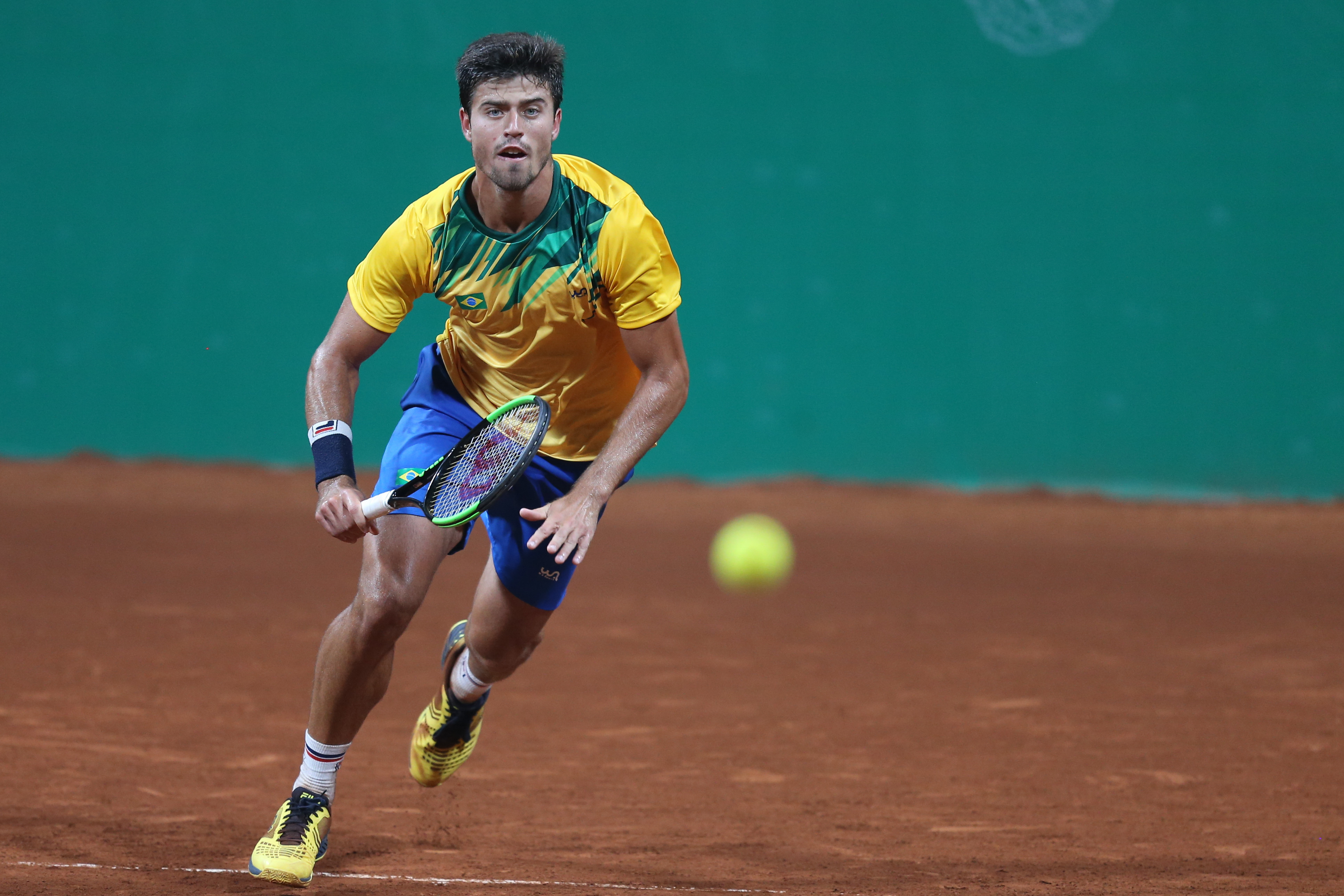
João Menezes em 2019

Joga o qualifying do US Open e vence os eslovacos Filip Horansky e Norbert Gombos nas duas primeiras rodadas. Na rodada decisiva, sofre virada frente ao indiano Sumit Nagal e não se qualifica.Caso tivesse passado pelo qualifying, teria enfrentado Roger Federer na primeira rodada da chave principal.Com os pontos conquistados no quali do US Open, ascende ao top 200 pela primeira vez na carreira, aparecendo na 194ª colocação no ranking da ATP em 09/09/2019.

## Finais de ATP Challenger Tour e ITF Futures

### Simples: 8 (6 títulos, 2 vices)
| Legenda                   |
| ------------------------- |
| ATP Challenger Tour (1–1) |
| ITF Futures (5–1)         |

| Resultado | V–D | Data     | Torneio                               | Categoria       | Superfície | Oponente             | Placar             |
| --------- | --- | -------- | ------------------------------------- | --------------- | ---------- | -------------------- | ------------------ |
| Vitória   | 1–0 | Nov 2015 | Brasil F7, Santa Maria                | Future 10.000   | Saibro     | Orlando Luz          | 6–2, 7–6(7–5)      |
| Vitória   | 2–0 | Out 2016 | Equador F2, Quito                     | Future 10.000   | Saibro     | Federico Zeballos    | 6–3, 3–6, 7–5      |
| Vitória   | 3–0 | Set 2017 | Espanha F28, Oviedo                   | Future 25.000   | Saibro     | Eduard Esteve Lobato | 6–3, 6–4           |
| Vitória   | 4–0 | Abr 2018 | Nigéria F1, Abuja                     | Future 25.000+H | Duro       | Markus Ericsson      | 6–2, 6–4           |
| Derrota   | 4–1 | Abr 2018 | Nigéria F2, Abuja                     | Future 25.000+H | Duro       | Maximilian Neuchrist | 3–6, 7–6(7–5), 2–6 |
| Vitória   | 5–1 | Abr 2018 | Nigéria F3, Abuja                     | Future 25.000+H | Duro       | Arjun Kadhe          | 6–3, 6–1           |
| Vitória   | 6–1 | Mai 2019 | Samarkand Challenger, Uzbequistão     | Challenger 80   | Saibro     | Corentin Moutet      | 7–6(7–2), 7–6(9–7) |
| Derrota   | 6–2 | Jul 2019 | Binghamton Challenger, Estados Unidos | Challenger 80   | Duro       | Yuichi Sugita        | 6-7(2–7), 6-1, 2-6 |

## Finais de Grand Slam Juvenil

### Duplas Masculinas: 1 (1 finalista)
| Resultado | Ano  | Campeonato | Superfície | Parceiro     | Oponentes                  | Placar        |
| --------- | ---- | ---------- | ---------- | ------------ | -------------------------- | ------------- |
| Derrota   | 2014 | US Open    | Duro       | Rafael Matos | Omar Jasika Naoki Nakagawa | 3–6, 6–7(6–8) |

## Representação nacional

### Copa Davis (0–1)
| Grupos                  |
| ----------------------- |
| Grupo Mundial (0–0)     |
| Qualifying Round (0–0)  |
| Play-offs GM (0–0)      |
| Zonal Americano 1 (0–1) |

| Partidas por Superfície |
| ----------------------- |
| Duro (0–0)              |
| Saibro (0–1)            |
| Grama (0–0)             |

| Partidas por Tipo |
| ----------------- |
| Simples (0–1)     |
| Duplas (0–0)      |

| Partidas por Configuração |
| ------------------------- |
| Indoors (0–0)             |
| Outdoors (0–1)            |

| Partidas por Sede |
| ----------------- |
| Brasil (0–1)      |
| Fora (0–0)        |
| Neutro (0–0)      |

| Grupo | Rd   | Data     | País adversário | Placar | Sede     | Superfície | Partida   | Jogador(es) adversário(s) | V/D     | Placar da partida |
| 2019  | 2019 | 2019     | 2019            | 2019   | 2019     | 2019       | 2019      | 2019                      | 2019    | 2019              |
| ----- | ---- | -------- | --------------- | ------ | -------- | ---------- | --------- | ------------------------- | ------- | ----------------- |
| G1    | 1R   | Set 2019 | Barbados        | 3–1    | Criciúma | Saibro     | Simples 1 | Darian King               | Derrota | 6–3, 4–6, 2–6     |